# Добравље (Ајдовшчина)
Добравље (словен. Dobravlje, итал. Dobraule di Santa Croce) је насеље у Випавској долини у општини Ајдовшчина, покрајини Приморска која припада Горишкој регији Републике Словеније. Насеље површине 3,18 км², налази се на надморској висини од 118,7 метара, 19,3 километара од италијанске границе, на путу и железничкој прузи Ајдовшчина—Нова Горица. У насељу према попису из 2002. живи 405 становника.
Насеље се састоји од заселака:Хробачи, Хриб, Велика вас, Врочен конец, Пикчи и Козја Пара.
У насељу постоји оснона школа Добравље, која има своје ниже разреде у Випавском Крижу, Скриљама, Вртовину и Чрничу.
Локална црква посвећена Светом Петру припада парохији Випавског Крижа. Црква датира из 1641. и садржи слике словеначког барокног сликара Антона Чебеја из 1768.
За време Хабсбуршке владавине Добравље је била самостална општина.